# Cerceris sabulosa sabulosa
Cerceris sabulosa sabulosa é uma subespécie de insetos himenópteros, mais especificamente de vespas pertencente à família Crabronidae.
A autoridade científica da subespécie é Panzer, tendo sido descrita no ano de 1799.
Trata-se de uma subespécie presente no território português.